# قضاء عرجان
قضاء عرجان قضاء يقع في لواء قصبة عجلون، محافظة عجلون في الأردن. ينتمي القضاء للواء قصبة عجلون الذي يضم 4 أقضية. يقدر عدد سكانه بـ 21742 نسمة حسب إحصاء 2015.

## الوصلات الخارجية
- دائرة الاحصاءات العامة